# Giorgione Calcio 1998-1999
Questa voce raccoglie le informazioni riguardanti il Giorgione Calcio nelle competizioni ufficiali della stagione 1998-1999.

## Rosa
| N. |                   | Ruolo | Calciatore        |
| -- | ----------------- | ----- | ----------------- |
|    | Italia (bandiera) | C     | Andrea Casonato   |
|    | Italia (bandiera) | D     | Terry Cavazzani   |
|    | Italia (bandiera) | A     | Giovanni Cioffi   |
|    | Italia (bandiera) | C     | Augusto Davanzo   |
|    | Italia (bandiera) | D     | Manuel Favaro     |
|    | Italia (bandiera) | P     | Marco Fortin      |
|    | Italia (bandiera) |       | Giovannelli       |
|    | Italia (bandiera) | C     | Leonardo Malaguti |
|    | Italia (bandiera) | D     | Andrea Marani     |
|    | Italia (bandiera) | P     | Paolo Marin       |
|    | Italia (bandiera) | P     | Omar Melizza      |
|    | Italia (bandiera) | A     | Claudio Milanese  |
|    | Italia (bandiera) | C     | Diego Napoleoni   |
|    | Italia (bandiera) | D     | Paolo Pasqualin   |

| N. |                   | Ruolo | Calciatore          |
| -- | ----------------- | ----- | ------------------- |
|    | Italia (bandiera) |       | Potente             |
|    | Italia (bandiera) | A     | Maurizio Prete      |
|    | Italia (bandiera) | D     | Gabriele Rodighiero |
|    | Italia (bandiera) | D     | Omar Roma           |
|    | Italia (bandiera) | A     | Nicola Rostellato   |
|    | Italia (bandiera) | C     | Giuseppe Selvaggio  |
|    | Italia (bandiera) | A     | Stefano Sgherri     |
|    | Italia (bandiera) | C     | Antonio Tessariol   |
|    | Italia (bandiera) | D     | Devis Tonini        |
|    | Italia (bandiera) | A     | Angelo Vernucci     |
|    | Italia (bandiera) | D     | Filippo Vianello    |
|    | Italia (bandiera) | A     | Igor Voltolini      |
|    | Italia (bandiera) | A     | Saimon Zalla        |